# بیگشهر
بیگشهر یک منطقهٔ مسکونی در افغانستان است که در ولایت بغلان واقع شده‌است.